# 제77차 유엔 총회
제77차 유엔 총회는 2022년 9월 13일 개막하여 2023년 9월 5일 폐막한 유엔 총회 회기이다. 유엔 총회 의장은 동유럽 지역 그룹 출신이 맡았다.

## 조직

### 의장
2022년 6월 7일, 헝가리의 외교관이자 헝가리 대통령실 환경 지속 가능성 책임자인 차바 코뢰시가 총회 의장으로 선출되었다.
코뢰시는 성명에서 우크라이나에 대한 러시아의 침공과 기타 무력 분쟁에 대한 유엔의 역할을 강조하였으며, 유엔 헌장의 유엔 원칙을 고수하였다.

### 부의장
총회는 다음 국가를 제77차 총회의 부의장으로 선출하였다.
유엔 안전보장이사회 5개 상임이사국:
- 중국
- 프랑스
- 러시아
- 영국
- 미국

기타 국가:
- 오스트레일리아
- 베냉
- 부룬디
- 칠레
- 엘살바도르
- 이스라엘
- 자메이카
- 케냐
- 말레이시아
- 모리타니
- 네팔
- 나이지리아
- 타지키스탄
- 투르크메니스탄
- 베트남
- 짐바브웨

### 일반토의

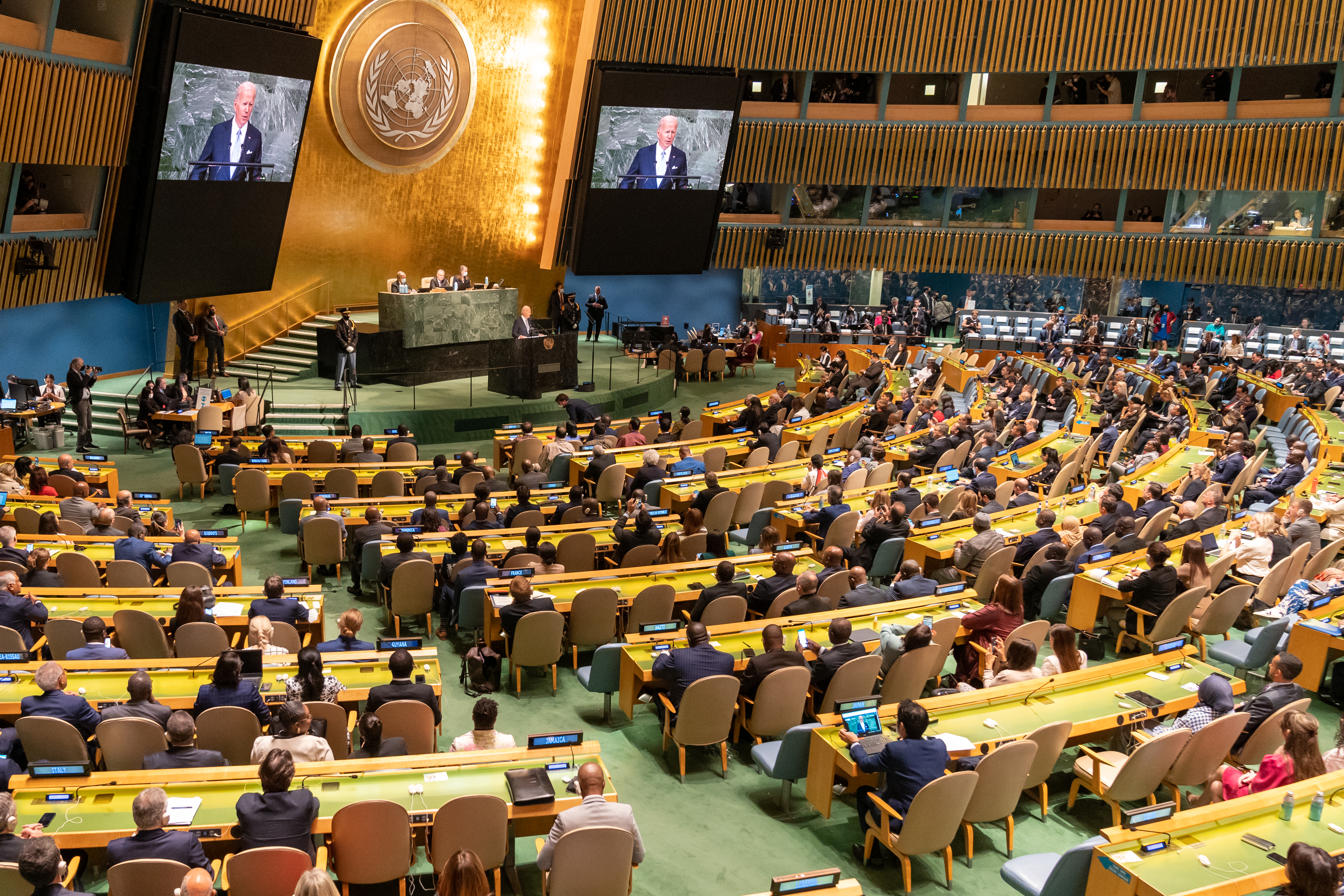
총회 고위급 회의 기간 연설하는 조 바이든 미국 대통령

총회의 각 회원국은 자국의 문제, 그리고 내년도 유엔 총회에 대한 계획과 포부 등을 이야기하는 대표권을 가지게 되며, 이는 회원국들이 관심 있는 국제 문제에 대해 의견을 밝힐 수 있는 기회로 간주된다.
발표자 순서는 회원국에 먼저 주어지고, 그 다음에 참관국과 초국가적 기구에 주어진다. 일반 토론 규칙에 따르면, 발언은 아랍어, 중국어, 영어, 프랑스어, 러시아어, 스페인어 등 유엔 공식 언어로 진행되어야 하며, 유엔 통역가가 통역하게 된다.

## 같이 보기
- 유엔 총회 회기 목록